# Giorgio Gaber
Giorgio Gaber, pseudonimo di Giorgio Gaberscik (Milano, 25 gennaio 1939 – Montemagno di Camaiore, 1º gennaio 2003), è stato un cantautore, drammaturgo, attore, cabarettista, chitarrista e regista teatrale italiano, tra i più importanti dello spettacolo e della musica italiana del secondo dopoguerra.
Soprannominato Il Signor G dai suoi estimatori, è stato un chitarrista di valore, utilizzando per lo più strumenti costruiti da Carlo Raspagni; è stato tra i primi interpreti del rock and roll italiano alla fine degli anni cinquanta, nonché autore e attore teatrale, divenendo il creatore del genere del teatro canzone. È uno tra gli artisti con il maggior numero di riconoscimenti da parte del Club Tenco, con due Targhe e un Premio Tenco.

## Biografia

### Gli esordi
Giorgio Gaberscik nacque il 25 gennaio 1939 a Milano, nel quartiere Sempione, in via Francesco Londonio 28 (sul palazzo è stata collocata una targa commemorativa), da una famiglia della medio-piccola borghesia; i genitori si erano conosciuti e sposati in Veneto (di dove era originaria la famiglia della madre), per poi trasferirsi in Lombardia per migliorare la loro condizione.
Il padre Guido (Trieste, 18 luglio 1903 – Milano, 28 gennaio 1977), di origini istriane, è un impiegato; la madre Carla Mazzoran (Milano, 11 marzo 1906 – Milano, 29 luglio 1984) è casalinga. Il fratello Marcello, maggiore di sei anni, compie gli studi di geometra e suona la chitarra per diletto. Lo stato di salute di Giorgio è cagionevole: durante l'infanzia si ammala due volte di poliomielite. Il primo attacco, occorsogli verso gli otto-nove anni, gli colpisce il braccio sinistro causandogli una lieve paralisi alla mano; a seguito di ciò il padre gli regala una chitarra affinché eserciti le dita con piacere, non come un'imposizione. Approfittando del fatto che il fratello la sa già suonare, anche Giorgio impara ad usare lo strumento. L'idea darà buoni risultati, sia sotto l'aspetto medico sia artistico. Da adulto, Gaber dirà: "Tutta la mia carriera nasce da questa malattia".
I suoi chitarristi modello sono i jazzisti statunitensi: Barney Kessel, Tal Farlow, Billy Bauer. Gaber, da adolescente, non pensa ancora a cantare ma è essenzialmente solo uno strumentista e vive la musica come momento di divertimento, di svago, essendo la sua attività principale quella di studente. Cerca di imparare anche dai musicisti italiani: a Milano ha modo di ascoltare dal vivo il chitarrista Franco Cerri, che si esibisce spesso alla Taverna Messicana.
La sua carriera da chitarrista inizia nel gruppo di Ghigo Agosti «Ghigo e gli arrabbiati», formazione che nasce all'Hot Club di Milano, ed esordisce al festival jazz del 1954, non facendosi ancora chiamare "Gaber", ma presentandosi al pubblico con il suo vero cognome. Dopo due anni di spettacoli, tra musica leggera e jazz, entra nei Rock Boys, il complesso di Adriano Celentano, in cui al pianoforte suona Enzo Jannacci. Nel 1957 il gruppo compare in televisione nella trasmissione abbinata alla Lotteria Italia Voci e volti della fortuna.
Conosce in questo periodo Luigi Tenco, trasferitosi a Milano da Genova. Con lui forma il suo primo gruppo, composto da Jannacci al pianoforte, Tenco e Paolo Tomelleri al sax, Gaber e Gian Franco Reverberi alla chitarra. I Rocky Mountains Old Times Stompers (questo il nome completo del gruppo) si esibiscono nel celebre club milanese Santa Tecla. Gaber e Tenco compongono insieme alcuni brani, sviluppando parallelamente un'intensa amicizia. Tra il 1957 e il 1958 Gaber, Tenco, Jannacci, Tomelleri e Reverberi partecipano a una tournée di Adriano Celentano in Germania.

Giorgio Gaber insieme all'amico e concittadino Enzo Jannacci

Nel 1958 si diploma ragioniere. In estate parte per Genova, dove trascorre la stagione estiva suonando nei locali in un trio basso-chitarra-pianoforte con Tenco, sperimentando per la prima volta le sue doti di cantante. In autunno si iscrive all'Università Bocconi di Milano, mantenendosi gli studi con il lavoro da chitarrista e cantante dei «Rocky Mountains» al Santa Tecla.
Viene notato da Nanni Ricordi, direttore artistico della casa discografica Dischi Ricordi, che lo invita per un provino. Gaber inizia così la carriera da solista, con l'incisione di quattro canzoni, due originali in Italiano: Ciao ti dirò (rock) e Da te era bello restar (lento), e due successi americani: Be-Bop-A-Lula e Love Me Forever, pubblicati sui primi due 45 giri del cantautore, Ciao ti dirò/Da te era bello restar e Love Me Forever/Be Bop A Lula e nel primo Extended play intitolato Ciao...ti dirò.
Firmata da Giorgio Calabrese e Gian Franco Reverberi Ciao ti dirò è uno dei primi brani rock in italiano; Gaber non fu accompagnato dal suo gruppo, ma da musicisti già sotto contratto per la Ricordi, tra cui Rodolfo Bonetto alla batteria, Franco Cerri alla chitarra e Gianni Basso al sassofono, entrambi jazzisti. Il primo disco frutterà a Gaber un'apparizione in TV alla trasmissione Il Musichiere, condotto da Mario Riva (1959).

Un giovane Giorgio Gaber in una via del centro di Milano

Nella primavera del 1959 Gaber partecipa, con tutti i nuovi artisti del momento – tra cui Mina, Celentano e Little Tony – a una serata rock al Palazzo del Ghiaccio di Milano. Nello stesso anno forma con Enzo Jannacci un duo, I Due Corsari, che esordisce con il 45 giri 24 ore/Ehi! Stella. La formazione incide altri 45 giri: Una fetta di limone (1960) è uno dei loro maggiori successi. Alla fine del 1959 Gaber si iscrive alla SIAE, come melodista e paroliere.

### Il successo
Dopo i primi 45 giri, Gaber raggiunge il successo nel 1960 con il lento Non arrossire, con il quale partecipa alla Sei giorni della canzone; nello stesso anno incide la sua canzone più conosciuta tra quelle del primo periodo, La ballata del Cerutti, con il testo dello scrittore Umberto Simonetta. Nel corso degli anni sessanta i testi delle canzoni di maggior successo di Gaber sono firmati dallo scrittore. Tra di esse si ricordano Trani a gogò (1962), Goganga e Porta Romana (1963), che gli fruttano molte apparizioni televisive ed ancora oggi costituiscono parte del repertorio più noto dell'artista milanese.
Gaber è attratto anche dalla canzone francese: ascolta gli chansonniers della Rive gauche parigina, a cui riconosce uno spessore culturale e un'attenzione ai testi che, a suo dire, mancano nella musica leggera italiana. Gaber afferma, a proposito: "Il mio maestro è stato Jacques Brel".
Gaber, come Gino Paoli, Sergio Endrigo, Umberto Bindi, Bruno Lauzi, Enzo Jannacci e Luigi Tenco, è alla ricerca di un punto di equilibrio tra le influenze statunitensi (rock e jazz) e la canzone francese. Tutti loro lo trovano nella canzone d'autore in italiano. I primi cantautori nostrani, con l'eccezione del precursore Domenico Modugno, emergono in questo periodo, e Gaber è tra loro.
Dopo un sodalizio sentimentale-artistico con la cantante e attrice Maria Monti (insieme avevano scritto Non arrossire), il 12 aprile 1965 Gaber si sposa all'Abbazia di Chiaravalle con Ombretta Comelli, in arte Ombretta Colli, attrice, cantante e studentessa di lingue orientali (Russo e Cinese) all'Università degli Studi di Milano, già concorrente a Miss Italia nel 1960. Il 12 gennaio 1966 nasce la loro unica figlia, Dahlia Deborah, conosciuta come Dalia.

Copertina dell'album Mina & Gaber: un'ora con loro (1965)

Negli anni sessanta Gaber partecipa a quattro edizioni di Sanremo:
- nel 1961 con il brano Benzina e cerini (scritto tra gli altri da Enzo Jannacci), in coppia con Maria Monti;
- nel 1964 presenta Così felice (scritta con Sandro Luporini), in coppia con Patricia Carli;
- nel 1966 con uno dei suoi successi più grandi, Mai, mai, mai (Valentina), in coppia con Pat Boone;
- nel 1967 con ... E allora dài!; in coppia con Remo Germani.

I primi due sono pubblicati da Ricordi, gli ultimi due sono incisi per la Ri-Fi, etichetta a cui è passato nel 1965 dopo aver abbandonato la Ricordi. Dopo alcuni singoli, la Ri-Fi pubblica anche un'antologia "a mezzi" con successi di Gaber e di Mina, all'epoca altra artista di punta dell'etichetta (Mina & Gaber: un'ora con loro, ottobre 1965).
Nell'estate del 1966 Gaber partecipa al 14º Festival della canzone napoletana, dove si classifica al secondo posto con il brano di Alberto Testa e Giordano Bruno Martelli 'A Pizza, eseguito in coppia con Aurelio Fierro. Questo brano, insieme a Ballata de' suonne, di cui scrive la musica sulle parole di Riccardo de Vita, rappresenta l'unica incursione di Giorgio Gaber nella canzone napoletana.
Nel 1967 partecipa alla quarta edizione del Festival delle rose con il brano Suona chitarra, cantato in duetto con Pippo Franco. In quegli anni gira molti caroselli, partecipa a numerose trasmissioni televisive, idea e conduce le sue trasmissioni. Alterna all'attività di cantante quella di presentatore e organizzatore di programmi. Gaber è uno dei volti più popolari della televisione. Non dimentica i Rocky Mountains, con cui suona nei locali famosi e meno famosi di Milano. Contribuisce al lancio del giovane Franco Battiato.
Nel 1968 esce L'asse di equilibrio, unico album a carattere organico realizzato da Gaber con la Ri-Fi, poi il cantautore cambia casa discografica, passando alla Vedette. In quell'anno partecipa alla commedia musicale western per la Rai Non cantare, spara, con protagonista il Quartetto Cetra, dove veste i panni di Idaho Martin, detto il Meticcio, un cantastorie mezzosangue che canta la "Ballata di Idaho Martin" e riassume le puntate precedenti, all'inizio di ognuna delle otto puntate. Per la Vedette incide subito una canzone di successo, Torpedo blu, cui seguono Com'è bella la città (esempio di inserimento di tematiche sociali nella canzone) e Il Riccardo (entrambe nel 1969) e Barbera e champagne (nel 1970). In questo periodo nasce un'amicizia con il cantautore Claudio Chieffo, di profonda fede cattolica. Giorgio Gaber, ateo, di lui diceva: "Fa pensare".
Nel 1970 esce l'album Sexus et politica (realizzato con Antonio Virgilio Savona del Quartetto Cetra, conosciuto durante la registrazione di Non cantare, spara). Gaber esegue canzoni scritte su testi di autori latini. All'apice della popolarità, nel 1970 presenta il suo ultimo varietà televisivo: E noi qui, del sabato sera. Poi abbandona gli schermi TV e inizia una nuova carriera sul palcoscenico.

### Il nuovo percorso artistico: il teatro canzone
(G. Harari, «Giorgio Gaber», Rockstar, gennaio 1993.)
(C. Pino (a cura di), «Da Goganga al Dio Bambino», in Amico treno, Baldini & Castoldi, 1997)

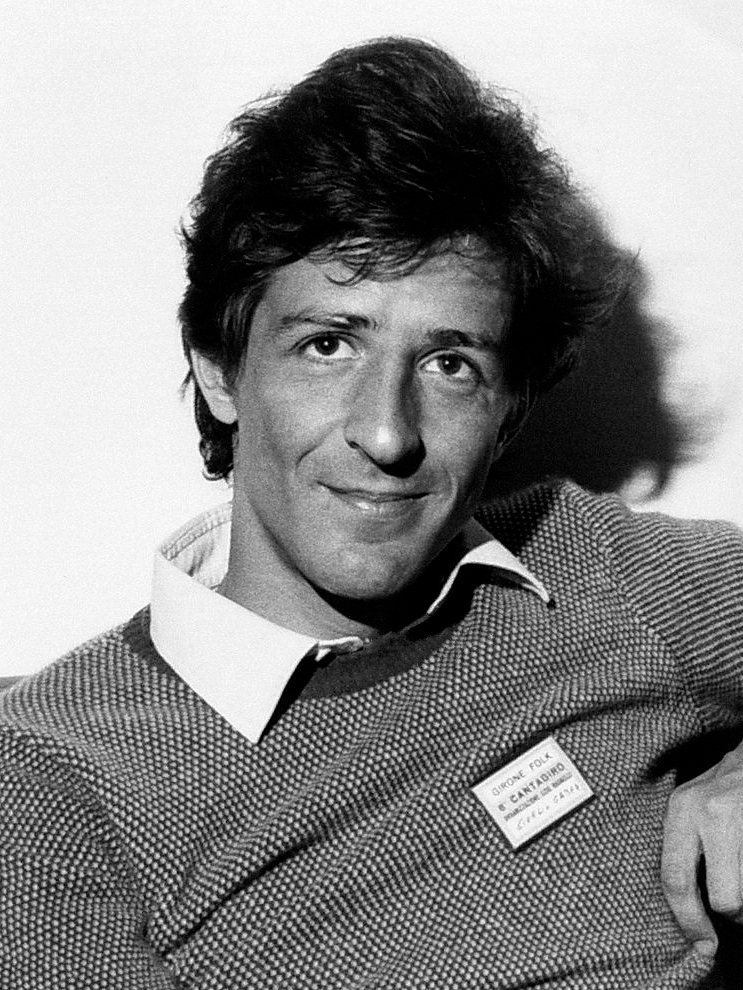
Giorgio Gaber nel 1969

L'esordio in teatro di Giorgio Gaber risaliva al 1959, al Teatro Girolamo con l'allora fidanzata Maria Monti. Il recital aveva per titolo Il Giorgio e la Maria. La Monti recitava dei monologhi su Milano, Gaber interveniva tra i monologhi con le sue canzoni. Nel 1960 Gaber aveva inciso un 45 giri con Dario Fo: Il mio amico Aldo, dove il primo cantava e il secondo recitava. Gaber aveva conosciuto il teatro di Fo e se ne era appassionato.
Nei primi anni sessanta aveva conosciuto Sandro Luporini, pittore viareggino. Insieme avevano scritto i testi di Così felice (1964), portata a Sanremo, e Barbera e Champagne.
Il 1970 è l'anno della svolta: Gaber rinuncia all'enorme successo televisivo e porta "la canzone a teatro" (creando il genere che prenderà il nome di teatro canzone). Si sentiva "ingabbiato" nella parte di cantante e di presentatore televisivo, costretto a recitare un ruolo. Lascia questo ambiente e si spoglia del ruolo di affabulatore. Il Gaber che tutti hanno conosciuto non c'è più: appartiene al passato. Riparte da capo e si presenta al pubblico così com'è.
Per questo crea il «Signor G», un personaggio che non recita più un ruolo: recita sé stesso. Quindi "una persona piena di contraddizioni e di dolori", un signore come tutti: «il signor G è un signor Gaber, che sono io, è Luporini, noi, insomma, che tentiamo una specie di spersonalizzazione per identificarci in tanta gente». Oltre a inventare un nuovo personaggio, crea un nuovo genere, lo spettacolo a tema con canzoni che lo sviluppano, inframmezzate da monologhi e racconti. Con la sua nuova casa discografica, la Carosello, Gaber pubblica sia le registrazioni dal vivo degli spettacoli teatrali sia gli album registrati in studio.

### Gli spettacoli e gli album del periodo 1970-1974
(F. Zampa, «Individuo vieni fuori», Il Messaggero, 29 ottobre 1983)
(G. Harari, «Giorgio Gaber», Rockstar, gennaio 1993)

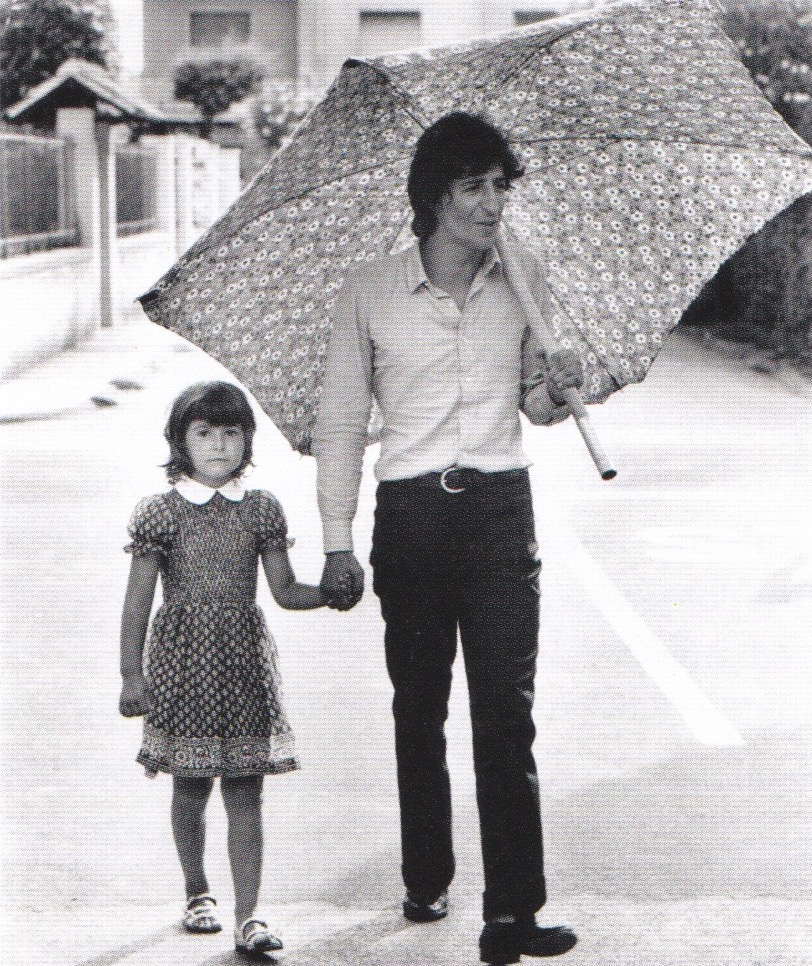
Giorgio Gaber con la figlia Dalia nel 1970.

Per non fare un salto nel vuoto, Gaber aveva deciso già nel 1969 (23 aprile, Teatro Quartiere) di testare la sua presa sul pubblico teatrale, così diverso rispetto a quello della televisione. L'occasione era venuta nientemeno che da Mina. All'inizio del 1970 (da gennaio a marzo) Gaber e la primadonna della musica leggera italiana realizzano una serie di recital nei teatri di molte città italiane. Gaber si esibisce nel primo tempo, Mina nel secondo tempo. La tournée viene ripetuta nella stagione seguente, nello stesso periodo.

#### Stagione 1970-71
Dopo un'anteprima il 6 ottobre 1970 presso gli studi Regson di Milano (ai fini della registrazione dello spettacolo dal vivo per la Carosello), il 21 ottobre «Il signor G» esordisce al Teatro San Rocco di Seregno, con la regia di Beppe Recchia e la direzione musicale di Giorgio Casellato. Gaber porta il recital in tournée nei teatri del circuito regionale lombardo.

Alla fine del 1970 fa l'unica apparizione televisiva di quell'anno: presenta la canzone Il signor G sul ponte a Canzonissima.
(A. Scanzi, «Anche per oggi non si vola», Il Mucchio Selvaggio, marzo 1999)
Lo spettacolo è prodotto da Paolo Grassi, allora direttore del Piccolo Teatro di Milano. Al termine di questa prima stagione Gaber fa un bilancio. I risultati non gli appaiono soddisfacenti, ma Grassi lo convince che ha trovato la strada giusta e gli dà un aiuto decisivo per proseguire lo spettacolo nella stagione successiva.
Gaber chiede all'amico Sandro Luporini di scrivere insieme a lui i testi delle canzoni e dei monologhi. Nascono così le Storie vecchie e nuove del signor G, una versione ampliata dello spettacolo dell'anno precedente. Dal 1971 Gaber e Luporini si ritroveranno tutte le estati a Viareggio per preparare lo spettacolo dell'anno successivo. L'ideazione dello spettacolo e la stesura dei testi avviene insieme, poi Gaber compone autonomamente le musiche.

#### Stagione 1971-72
Musica: I borghesi, album registrato in studio. Delle 11 canzoni che lo compongono si ricordano: il brano che dà il titolo all'album; Che bella gente, versione italiana di una canzone di Jacques Brel ("Ces gens-là"); una reincisione di La chiesa si rinnova con un nuovo testo e, come brano originale, L'amico.

Mina e Giorgio Gaber a Teatro 10 (1972)

Teatro: «Storie vecchie e nuove del Signor G» (esordisce al Piccolo Teatro il 28 dicembre 1971). Lo spettacolo è concepito come un ampliamento de "Il Signor G". Il tema dominante è il dialogo tra "G", un uomo adulto, e i giovani. In teatro Gaber si sente più libero: i testi (quasi interamente scritti con Sandro Luporini, cui la sua opera deve molto) si caratterizzano per l'intelligenza dello sviluppo di molte tematiche sociali e politiche, spesso controcorrente; Gaber si fa più aggressivo e arrabbiato e, avvalendosi del suo spessore artistico, si scaglia contro l'ipocrisia e la falsa coscienza delle persone. I musicisti che accompagnano Gaber sono: Giancarlo Messaggi al contrabbasso, Ivo Meletti alla chitarra, Giancarlo Ratti alla batteria e Giorgio Casellato al pianoforte.
Il 16 aprile (una domenica) Gaber appare in televisione nel programma Teatro 10 condotto da Alberto Lupo. Presenta L'amico e canta in duetto con Mina una fantasia dei suoi brani più noti.

#### Stagione 1972-73
Teatro: «Dialogo tra un impegnato e un non so». Si tratta di due personaggi che incarnano due modi diversi di affrontare la realtà. Così li descrive Gaber stesso: «Da una parte il poeta diciamo così borghese, coi suoi problemi, i suoi dolori, le sue cose: un tipo un po' compiaciuto, un po' narcisistico. Dall'altra, l'uomo che si è liberato del suo fardello individuale per dare un senso totale, collettivo alla propria vita». Per dare vita al dialogo, Gaber utilizza un nastro magnetico preregistrato con la propria voce. Gaber, il "Non so", sale sul palcoscenico e risponde di fronte al pubblico all'"Impegnato". Lo spettacolo affronta in maniera originale ed emozionante argomenti quali la disumanizzazione dell'individuo nel mondo capitalizzato (L'ingranaggio, Il pelo) e la presa di distanza da moralisti e intellettuali. Si imprimono nella memoria del pubblico Lo shampoo, in cui Gaber presenta con ironia un simbolismo tra la schiuma e la rinuncia a pensare, e La libertà.
Il disco dal vivo viene registrato nelle serate di esordio, quelle del 6-7-8 novembre 1972 a Genova. Molto apprezzato dai giovani, il "Dialogo" riscuote un grande successo; lo spettacolo fa spesso il tutto esaurito, frutto di un ininterrotto passaparola tra gli spettatori.
Nel 1973 Gaber firma due dischi: il primo è Recital Mina-Gaber, tratto dagli spettacoli tenuti nel 1970 e nel 1971. L'altro disco uscito in quell'anno è la raccolta Gaber al Piccolo, contenente brani tratti sia dal nuovo spettacolo sia da "Il signor G" e da "I borghesi".

#### Stagione 1973-74
Teatro: «Far finta di essere sani». Gaber canta 22 canzoni, di cui quattro riprese dallo spettacolo dell'anno precedente: I mastini, Lo shampoo, La libertà ed È sabato. 
Gaber e Luporini sottolineano una certa incapacità di far convergere gli ideali con il vivere quotidiano, il personale con il politico. Il "signor G" vive, nello stesso momento, la voglia di essere una cosa e l'impossibilità di esserla.
È forte lo slancio utopistico, che ha il suo culmine nel brano Chiedo scusa se parlo di Maria a dominare la scena. L'esordio avviene come di consueto a Genova, il 2 ottobre 1973. L'ultimo spettacolo si tiene in un ospedale psichiatrico, a Voghera: è la prima volta per Gaber. Quasi interamente lo spettacolo viene presentato in un programma in quattro puntate della RSI (la radiotelevisione della Svizzera italiana) del 1973, che propone però un diverso ordine delle canzoni e dei monologhi rispetto a quanto messo in scena a teatro.
Questa volta non viene pubblicata la registrazione integrale dello spettacolo, ma solo le canzoni, senza i monologhi. La registrazione avviene tra il 12 e il 20 settembre a Milano, quindi prima della "prima". In teatro Gaber si esibisce da solo sul palco, senza musicisti, usando le basi musicali registrate.
Negli anni, l'affluenza del pubblico agli spettacoli di Gaber è decisamente aumentata: se "Il signor G" ha avuto in totale 18 000 spettatori; il "Dialogo" ha toccato le 166 recite con 130 000 presenze; "Far finta di essere sani" è stato rappresentato 182 volte e visto da 186 000 spettatori.
Con questo spettacolo termina il periodo di sintonia tra Gaber e il "movimento" (cioè il pubblico impegnato di sinistra). Da qui in avanti, infatti, il "cantattore" ne prenderà gradualmente le distanze, considerandolo ormai incapace di aggregare gli individui, se non cedendo al processo di massificazione.

### Gli spettacoli del periodo 1974-1980

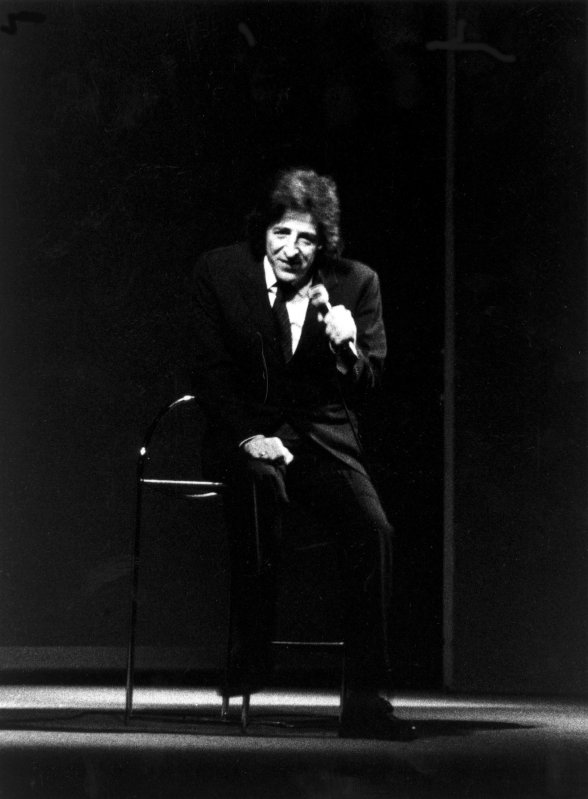
Giorgio Gaber durante un concerto

(L. Lanza, «L'uomo spappolato», A, n. 52, dicembre 1976-gennaio 1977)

#### Stagione 1974-75
«Anche per oggi non si vola» è il primo spettacolo a insinuare il dubbio che il bisogno di cambiamento avvertito in quegli anni si stia dissolvendo in una sorta di moda o di atteggiamento di comodo: pezzi come Il coniglio, Angeleri Giuseppe, L'Analisi, La realtà è un uccello, smascherano con pungente ironia l'incapacità di proporre nel quotidiano dei veri e propri cambiamenti. L'idea del titolo dello spettacolo si deve a Luporini. Il pittore aveva sentito proferire per la prima volta questa frase da un suo amico. Si recava spesso nel suo negozio di colori. Quando l'amico lo vedeva con un'aria particolarmente assorta – tipica degli artisti che non riescono a liberare la propria vena poetica – gli diceva tra il serio e il faceto: "Anche per oggi non si vola". Lo spettacolo ottiene un grande successo, tanto che nella stagione teatrale successiva lo spettacolo antologico "Recital" ne conterrà vari monologhi e canzoni.
Anche per oggi non si vola viene registrato dal vivo il 9 ottobre 1974 a Milano ai fini dell'incisione del disco su etichetta Carosello. La sala è il Teatro Lirico meneghino, che viene riaperto per l'occasione dopo i restauri.
Nell'estate del 1975 si esibisce davanti a 40 000 persone alla "Festa del proletariato giovanile", al Parco Lambro a Milano. Gaber chiude il festival dopo Franco Battiato e la PFM.

#### Stagione 1975-76
Per ogni spettacolo Gaber dedica circa quattro mesi di preparazione. La tournée dura otto mesi: il teatro impegna il cantante per dodici mesi all'anno. Quest'anno decide di fare qualcosa di diverso. Si dedica soprattutto alla sceneggiatura di un film. Quanto al teatro, è in scena con Giorgio Gaber-Recital, spettacolo antologico dove presenta il meglio del suo teatro-canzone.
Decide di toccare quelle piazze che negli anni precedenti non era riuscito a raggiungere. La tournée infatti non tocca le grandi città.
Il progetto del film viene rimandato.

#### Stagione 1976-77
Gaber e Luporini mettono in scena un nuovo spettacolo. Per il cantante è il sesto nella sua nuova vita professionale.
«Libertà obbligatoria» vive su un tema scottante: oggi siamo liberi o siamo obbligati a esser liberi? "Da un lato esistono persone che accettano passivamente tutto quanto viene loro propinato dal sistema. Dall'altro esistono quelli che credono di porsi in modo antagonistico al sistema, ma il loro antagonismo è fasullo e nel giro di breve tempo viene recuperato. Vedi la moda dei blue-jeans che ormai alimentano vere e proprie industrie. Entrambi i tipi non sfuggono alla massificazione". In questo spettacolo, della durata di tre ore, Gaber canta la memorabile Le elezioni. Un altro tema, che prende forma in questo spettacolo e che sarà ampliato in quelli successivi, è quello del rapporto tra l'individuo e il proprio corpo. Per Gaber-Luporini il sistema capitalistico è entrato talmente in profondità nella vita dell'uomo da modificare nell'individuo la coscienza del proprio corpo e dei propri bisogni.
"Libertà obbligatoria" nasce sul lago di Lugano invece che in Versilia. Quell'anno, infatti, la famiglia Gaber, per proteggere la piccola Dalia (erano tempi in cui purtroppo i rapimenti erano frequenti), decide di passare l'estate in una tranquilla località della Svizzera italiana, vicino a Lugano. Gaber è da solo sul palco con la sua chitarra. Senza l'orchestra dal vivo, le canzoni sono su basi registrate.
Lo spettacolo viene registrato dal vivo il 14 ottobre 1976 al Teatro Duse di Bologna per la Carosello. È l'ultimo spettacolo in cui Giorgio Casellato firma gli arrangiamenti. Durante la tournée Gaber è raggiunto dalla notizia della morte del padre (28 gennaio 1977).
Nel 1977-78 Gaber e Luporini preparano un testo per il teatro dal titolo Progetto per una rivoluzione a Milano 2, tratto dal libro di Alain Robbe-Grillet Progetto per una rivoluzione a New York, e ambientato proprio nella città satellite. Lo spettacolo rimarrà allo stadio di progetto.

#### Stagione 1977-78
Gaber replica «Libertà obbligatoria», portandolo nelle città dove non ha avuto occasione di recitare durante la stagione precedente. Sommando le due annate, Gaber sale sul palcoscenico 334 volte.

#### Stagione 1978-79
Polli d'allevamento (esordio il 3 ottobre a Parma) è il recital della vera e propria svolta: per la prima volta Gaber e Luporini avvertono nella società, da una parte, una crescente omologazione e, insieme, l'esaurirsi della spinta al cambiamento che aveva contrassegnato un intero decennio, a partire dal 1968. Esprimono tutta la loro delusione verso quei giovani che dichiarano di lottare «contro» il sistema, mentre in realtà la loro è una finta battaglia, è solo un atteggiamento. Le mezze misure vengono abbandonate per lasciare posto all'assoluto distacco da tutto ciò che è stato, come se si sentisse il bisogno di isolarsi da una società in caduta libera. Per segnare il loro cambiamento di posizione, Gaber e Luporini abbandonano il noi e usano il voi rivolgendosi alla propria generazione.
Anche questo spettacolo viene registrato dal vivo al Teatro Duse di Bologna (il 18 ottobre 1978) ai fini dell'incisione del disco su etichetta Carosello. Da questa stagione l'orchestrazione e l'arrangiamento dei pezzi sono curate da Franco Battiato e Giusto Pio, mentre Giorgio Casellato cura l'organizzazione e il coordinamento. Battiato e Pio si distaccano notevolmente da Casellato: al posto di basso, batteria e chitarre elettriche compaiono sintetizzatori, fiati e quartetti d'archi.
Lo spettacolo, che si sviluppa in un crescendo di tensione (magistrali i monologhi La pistola e Il suicidio) culmina nelle canzoni La festa e Quando è moda è moda (brano finale dello spettacolo). Polli d'allevamento scatena una grande ondata di sdegno da parte di quelle aree del mondo politico che avevano sempre tentato di tenere sotto controllo il clamore mediatico provocato dal "teatro-canzone". 
L'accoglienza nelle sale è difficile: in molti teatri Gaber viene fatto bersaglio del lancio di oggetti. Racconta: «È chiaro che mentre mi tiravano le monetine o mi insultavano per Quando è moda è moda dicevo: "Cavolo, guarda che avventura mi son preso. Ma chi me lo ha fatto fare?". Però, ripeto, è un grosso privilegio il poter andare lì e dire quello che pensi». E ancora: «Quando finisco lo spettacolo, so benissimo che s'incavoleranno, che fischieranno, sento questa cosa che mi arriva addosso e di nuovo rimango con l'occhio spalancato di notte, mi ritrovo a non addormentarmi fino alle otto di mattina per superare questo choc dello scontro». Al termine dell'estenuante tournée, Gaber decide di scendere dal palcoscenico. Scioglie la compagnia e si ferma per due anni.
In occasione della festa di Sant'Ambrogio, il 7 dicembre 1978, il Comune di Milano assegna una Medaglia d'oro a 25 tra cittadini e istituzioni benemerite. Giorgio Gaber è uno di questi. Il 25 gennaio 1979 Gaber compie quarant'anni. In estate compra una casa a Montemagno di Camaiore, sulle colline sovrastanti la costa versiliese. Da allora in poi gli incontri estivi con Luporini si svolgeranno, invece che in un albergo viareggino, nella nuova casa di Montemagno.
In quest'anno Gaber firma le musiche della commedia teatrale C'era un sacco di gente, soprattutto giovani di Umberto Simonetta. Alla fine del 1979 Gaber ritorna in sala d'incisione e nel 1980 pubblica l'album Pressione bassa. Nello stesso anno esce la dirompente Io se fossi Dio, canzone della durata di 14 minuti, pubblicata dalla F1 Team (per il rifiuto della Carosello) su disco da 12 pollici inciso solo da un lato. La canzone era stata scritta nel 1978, dopo l'uccisione di Aldo Moro, ma fu pubblicata due anni dopo "perché le case discografiche avevano paura ad esporsi… avevano paura di cause legali".
(G. Harari, «Giorgio Gaber», Rockstar, gennaio 1993)
Gaber assume definitivamente il ruolo di libero pensatore, in lotta contro qualsiasi parte politica: la canzone è uno sfogo personale che incarna i disagi di molti Italiani disillusi, ma arrabbiati, e denuncia la sfiducia nei confronti dell'uomo che Gaber, sui modelli letterari di Céline e Giacomo Leopardi, applica alla sua arte.
Tra maggio e giugno del 1980 Gaber si esibisce dal vivo al Teatro Lirico di Milano. La Rai registra due spettacoli e realizza uno speciale, che manda in onda in quattro puntate in seconda serata di lunedì, dal titolo rispettivamente Quasi allegramente la dolce illusione (10 e 17 novembre) e Quasi fatalmente la dolce uguaglianza (24 novembre e 1º dicembre). È la prima riapparizione di Gaber in televisione (per quanto riguarda la Rai): l'ultima volta risaliva al 1972. La versione televisiva contiene sei tagli rispetto agli spettacoli dal vivo.

### Gli spettacoli degli anni ottanta
(L. Ceri, Il sogno di Giorgio Gaber, in «Il Mucchio Selvaggio», settembre 1993)

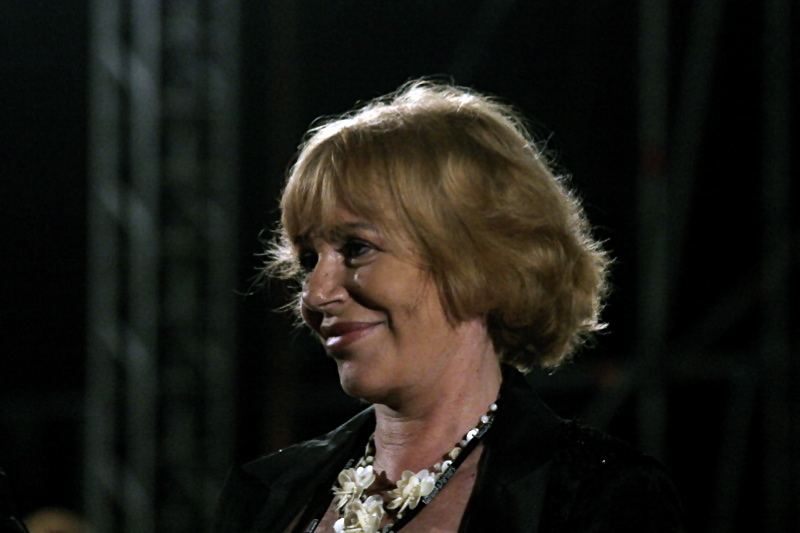
Ombretta Colli, moglie di Giorgio Gaber

Il 4 marzo 1981 al PalaLido Gaber partecipa, insieme a Francesco Guccini e Franco Battiato, a un concerto di raccolta fondi per il giornale Lotta Continua. Pubblica l'album Anni affollati. Nello stesso anno firma la regia della commedia musicale Ultimi viaggi di Gulliver; la partitura è co-firmata da Guccini-Alloisio-Colli (Ombretta)-Gaber-Luporini. Prende parte al film di Sergio Citti Il minestrone, interpretando il personaggio del "profeta".

#### Stagione 1981-82
Lo spettacolo «Anni affollati» è un recital più conciso e colto, ma non per questo meno tagliente. Già dal pezzo di apertura, Anni affollati appunto, si riesce a percepire il distacco che ormai si è creato fra il fervore degli anni settanta e l'attuale condizione sociale; quasi tutti i monologhi prendono spunto da particolari estremamente divertenti e irriverenti ("La masturbazione", "L'anarchico") per giungere a conclusioni terribili e disperate ("Il porcellino"). Infine, quando l'insostenibile peso dell'ipocrisia pare aver fatto traboccare il vaso, tutto l'astio verso le idiozie e le bassezze del mondo viene riversato nella spietata e apocalittica invettiva della ormai celebre Io se fossi Dio.
Gaber dichiara: "Ho inserito Io se fossi Dio nello spettacolo con qualche perplessità. Certo, pacificato non lo sono neanche oggi. Continuo a non leggere i giornali e a non votare. Mi sembrava talmente teatrale, talmente nata per il palcoscenico". La versione su disco viene registrata tra il 9 e il 12 febbraio 1982 al Teatro Carcano di Milano e viene pubblicata dalla Carosello con il titolo Il teatro di Giorgio Gaber.
Nel 1982 Gaber viene eletto presidente dell'«Associazione Autori di testi letterari e musicali».

#### Stagione 1982-83
Gaber è alla sua seconda prova come autore teatrale. Firma con l'inseparabile Luporini una commedia in due atti: Il caso di Alessandro e Maria. In questo spettacolo Gaber è anche attore, ricoprendo il ruolo del protagonista maschile. La protagonista femminile è Mariangela Melato, una delle attrici più richieste e apprezzate di quegli anni. Il tema è quello del rapporto di coppia, anche se non mancano riferimenti alla realtà sociale degli anni ottanta. La pièce esordisce il 22 ottobre 1982 a Parma.
Al termine della tournée Gaber registra un disco con Enzo Jannacci. I due si ritrovano per rievocare le canzoni degli anni sessanta della coppia I Due Corsari con un look rivisto e corretto in stile "The Blues Brothers". L'album, o meglio il Q Disc, s'intitola «Ja-Ga Brothers».

Nello stesso anno Gaber cura la regia della pièce teatrale Dolci promesse di guerra dei cantautori Alloisio-Lolli. Gaber è anche il produttore dello spettacolo.

#### Stagione 1983-84
Gaber si prende una pausa dal palcoscenico. Firma la regia della commedia musicale Una donna tutta sbagliata, con Ombretta Colli nel ruolo di protagonista unica. Fonda la sua etichetta di produzione: «GO Igest», con la quale pubblica l'album «Gaber», da ricordare almeno per Benvenuto il luogo dove e Occhio, cuore, cervello. Gaber è invitato in televisione da Gianni Minà, che lo ospita nella sua trasmissione. Appare in tre puntate, due nel 1983 (in cui canta Le elezioni e Quello che perde i pezzi) e una nel 1984, in cui presenta Benvenuto il luogo dove.

#### Stagione 1984-85
Nel 1984 Gaber decide di rinnovare completamente il proprio stile musicale, di modernizzare il proprio suono. L’incontro con il musicista Mark Harris è provvidenziale. Harris introduce l'elettronica, e le sperimentazioni con i sintetizzatori (Fairlight). Il nuovo album s’intitola semplicemente Gaber, a significare che siamo di fronte ad un nuovo inizio.

Sul palcoscenico torna ad esibirsi insieme a un gruppo musicale (era dalla stagione 1972/73 - Dialogo tra un impegnato e un non so - che Gaber non era accompagnato sul palco da un gruppo). Il gruppo che Gaber porta con sé in tour comprende Mauro Arena alla batteria, Gianni Martini alla chitarra e Claudio De Mattei al basso elettrico. Questi ultimi lavoreranno con Gaber fino all’ultimo spettacolo, nel 2000.
Il tema di Io se fossi Gaber è l'appiattimento, la massificazione. Lo spettacolo esordisce il 18 ottobre 1984 a Torino. Le canzoni: Gli altri, La massa, Qualcosa che cresce, Il deserto. Gaber dichiara: «Io se fossi Gaber nasce dalla polemica sul misterioso termine "massa", su quelli che hanno ceduto alla logica del mercato, sulla caduta di resistenza anche da parte degli ultimi che facevano il tifo per il gusto». La versione su disco viene registrata tra il 4 e il 10 marzo 1985 al Teatro Giulio Cesare di Roma ed è pubblicata ancora dalla Carosello con il titolo Io se fossi Gaber. È un doppio album con caratteristiche antologiche: alle canzoni nuove e ai nuovi monologhi si alterna materiale degli spettacoli precedenti come Le elezioni, Il dilemma o La pistola.
In agosto è ospite del Meeting di Rimini: è protagonista di un incontro dal titolo C’è solo la strada. Frutto dell'esperienza sarà l'avvio di un rapporto epistolare con don Luigi Giussani.

Gaber appare al premio Tenco, dove si esibisce nel recital …Dove tutto è ironia, poi nel programma televisivo Fantastico, trasmissione di punta di Rai 1 presentata da Pippo Baudo e Heather Parisi, in cui esegue Oh mamma e Pressione bassa.

#### Stagione 1985-86
Io se fossi Gaber è riproposto per la seconda stagione. Nello stesso anno Gaber firma la regia della commedia musicale Aiuto… sono una donna di successo, con Ombretta Colli nel ruolo di protagonista unica.

#### Stagione 1986-87
Gaber porta in scena Parlami d'amore Mariù, in cui ripropone il tema del rapporto di coppia. Gaber dichiara: "Il mio protagonista è un uomo che prova a fare chiarezza in quel malessere poco individuabile che accompagna la vita. E lo fa attraverso un'indagine sui sentimenti".
Lo spettacolo esordisce il 25 ottobre 1986 a San Marino. Gaber vince il Biglietto d'oro Agis-BNL per la più alta media di spettatori della stagione.
La versione su disco viene registrata tra il 7 e il 9 maggio 1987 al Teatro Smeraldo di Milano ed è pubblicata dalla Carosello. Gaber pubblica anche l'album in studio Piccoli spostamenti del cuore. In estate Gaber appare a Taormina Arte, in cui canta I soli.
(A. Bandettini, «Ed ora vi racconto i sentimenti di un uomo di oggi», la Repubblica, 28 ottobre 1986)

#### Stagione 1987-88
Gaber scrive insieme a Gian Piero Alloisio e Arturo Brachetti In principio Arturo, spettacolo teatrale interpretato da Brachetti. Nell'estate 1988 Gaber cura e dirige la rassegna teatrale «Professione comico», manifestazione che proseguirà negli anni seguenti a Venezia, fino al 1991.

#### Stagione 1988-89
Il decennio si conclude con il ritorno di Gaber a uno spettacolo di prosa, il secondo dopo Il caso di Alessandro e Maria. Si tratta di Il Grigio, lungo monologo pubblicato anche su disco. È la storia di un uomo che «si ritira da un mondo che non gli piace, va a vivere in una casa isolata; e lì è assalito da tutta la sua vita. Gli tornano addosso tutte le ansie; è costretto a una continua autoanalisi». L'antagonista dell'uomo è un topo. Il protagonista entra dentro sé stesso «per guardarsi, per fare un bilancio. […] Quando l'uomo sprofonda nell'osservazione del sé, poi, riemerge, lentamente. È come la calma dopo la tempesta, si accetta. Tutto qui. Accettarsi».
Questo spettacolo si differenzia da quelli precedenti per due elementi: a) la scena non è una struttura astratta, ma un ambiente realistico in cui sono presenti oggetti veri (chitarra, videoregistratore); b) non è uno spettacolo di teatro-canzone, ma di prosa vera e propria, con un protagonista unico sul palco.
Lo spettacolo esordisce il 19 ottobre a Belluno. Gaber vince il Premio Curcio per il teatro e il Premio Ascot Brun come migliore attore. La versione su disco viene registrata tra il 6 e il 9 aprile 1989 al Politeama di Genova ed è pubblicata dalla Carosello. In alcuni teatri vengono organizzati incontri-dibattito pomeridiani con il pubblico.
Durante la tournée del Grigio Giorgio avverte le prime avvisaglie della malattia che lo ha colpito. Dopo una cura in clinica, conclusasi con esito positivo, riprende a lavorare alacremente. Scrive le musiche originali di A che servono gli uomini?, commedia musicale con la regia di Pietro Garinei rappresentata al Teatro Sistina di Roma. Interpreti: Ombretta Colli, Massimo Ghini e Stefano Santospago.

#### Stagione 1989-90
Il Grigio è riproposto per la seconda stagione. Gaber e Ombretta Colli firmano a quattro mani la sceneggiatura di Una donna tutta sbagliata, quattro film TV di un'ora e mezzo ciascuno, con storie indipendenti l'una dall'altra. I film vanno in onda nell'ottobre 1989 su Rai 2. Protagonista è Ombretta Colli, con la partecipazione straordinaria di Gaber.
Dal 1989 al 1992 Gaber è direttore artistico del Teatro Goldoni di Venezia e del Toniolo di Mestre.
Il 25 maggio 1990 esordisce al Teatro Malibran di Venezia l'allestimento gaberiano di Aspettando Godot di Samuel Beckett (1952). Si adotta la traduzione italiana di Fruttero & Lucentini. Interpreti: lo stesso Gaber (Vladimiro), Enzo Jannacci (Estragone), Paolo Rossi (Lucky) e Felice Andreasi (Pozzo). Per la prima volta Gaber recita un testo teatrale non scritto da lui. Trova il tempo di curare anche la regia dello spettacolo teatrale di Beppe Grillo Buone notizie, scritto con la collaborazione di Michele Serra. Nello stesso anno Gaber replica Il Grigio a Roma. È un trionfo: lo spettacolo supera il numero di spettatori raggiunto l'anno precedente.

### Gli anni novanta
(Si. Ro. «Gaber: ora sono un laureato del teatro», La Stampa, 1º giugno 1989)
(Franco Fayenz, «Giorgio Gaber. Perché non canto più», La Stampa, 11 febbraio 1989)

#### Stagione 1990-91
Il Grigio è riproposto per la terza stagione.
Durante una replica a Urbino, al Teatro Sanzio, il 13 marzo 1990, in occasione dell'attribuzione del Premio TeatrOrizzonti per la Drammaturgia, festival diretto da Massimo Puliani, Gaber viene contestato dalla "pantera" studentesca. L'artista placa le proteste degli studenti facendoli entrare a teatro.
In qualità di direttore artistico del Teatro Goldoni, Gaber organizza una serie di incontri pubblici con i protagonisti del teatro italiano. La serie «Incontro con l'attore» vede la partecipazione, tra gli altri, di Luca Ronconi, Mariangela Melato, Gabriele Lavia, Giorgio Strehler e Dario Fo.
Nel 1991 Gaber prende parte al film Rossini! Rossini! di Mario Monicelli nella parte dell'impresario Domenico Barbaja.
L'interpretazione gli varrà una candidatura al David di Donatello per il miglior attore non protagonista.
In estate viene invitato per la prima volta al Festival La Versiliana, dove esegue una serie di recital su tutto il teatro canzone. L'appuntamento diventa abituale e avrà un seguito negli anni seguenti.

#### Dal 1991-92 al 1993-94
Gaber ritorna a cantare in teatro. Insieme a Luporini mette in scena uno spettacolo antologico, intitolato «Il Teatro Canzone», che ripercorre tutta la storia dei vent'anni precedenti. L'unico inedito è il monologo Qualcuno era Comunista, lucida analisi di quello che il Comunismo aveva significato per tante persone, in termini di speranze ma anche di illusioni, e di quello che la fine di quell'esperienza ha voluto dire per molti: 
(Giorgio Gaber e Sandro Luporini, Qualcuno era Comunista)
Alla fine dello spettacolo Gaber non disdegna, negli immancabili bis, di ripescare alcune canzoni degli anni sessanta, come Porta romana (accompagnata nel ritornello dai cori del pubblico) e Non arrossire. Inoltre, come suo solito, realizza anche nuove versioni di brani storici, come Io se fossi Dio. Sul palcoscenico Gaber è accompagnato da un complesso. I musicisti sono: Gianni Martini alla chitarra, Luigi Campoccia al piano, Claudio De Mattei al basso, Enrico Spigno alla batteria, Corrado Sezzi alle percussioni e Luca Ravagni alle tastiere. Tale formazione lo accompagnerà fino all'ultimo anno di attività.
Il recital esordisce il 5 novembre 1991 a Pesaro. La versione su disco viene registrata nel mese di gennaio 1992 al Teatro Carcano di Milano ed è pubblicata dalla Carosello.
In estate Gaber è di nuovo alla Versiliana. Tra luglio e agosto registra il suo primo home video: Storie del Signor G al Teatro Comunale di Pietrasanta.
Riguardo alle vendite dei suoi dischi, Gaber dichiara: "Intanto [i miei] erano dischi anomali: dal vivo, con il pubblico, poi erano doppi e a prezzi particolari, nel senso che costavano come un singolo. La fonte più cospicua erano le vendite nei teatri [la sera dello spettacolo], e di conseguenza non registrate nelle classifiche, perché le classifiche sono [basate] sui rilevamenti fatti nei negozi.
«Il teatro canzone» va in scena per tre stagioni consecutive, fino alla primavera del 1994. Gaber vince per la seconda volta il Biglietto d'oro Agis-BNL per lo spettacolo più visto.

In quell'anno esce l'album, registrato dal vivo, Io come persona.

#### Stagioni 1994-95 e 1995-96
Nelle due stagioni va in scena «E pensare che c'era il pensiero»: Gaber riprende ad analizzare la realtà sociale con nuove canzoni come Destra-Sinistra, Quando sarò capace d'amare e Mi fa male il mondo e nuovi monologhi come La sedia da spostare, L'equazione e Sogno in due tempi, ma anche riprendendo e attualizzando vecchi brani come La realtà è un uccello e La Chiesa si rinnova (1969), originariamente pensata per il Concilio Vaticano II, e ora adattata al pontificato di papa Giovanni Paolo II.
Da «E pensare che c'era il pensiero» vengono realizzati un album dal vivo nel 1994 e un altro nel 1995: il primo è registrato al Teatro Alfieri di Torino nel novembre 1994; il secondo è registrato al Teatro Regio di Parma nell'ottobre 1995.
Nel 1996 Gaber diventa nonno, con la nascita di Lorenzo, il primo figlio di Dalia. Nel 1999 arriverà il secondo nipote, Luca.

#### Dal 1997-98 al 1999-2000
Nel 1997 Gaber inizia ad accusare gravi malesseri; sottoposto ad accertamenti clinici, gli viene diagnosticato un carcinoma dei polmoni, che nei mesi di agosto e settembre lo costringe a un lungo ricovero. Una volta dimesso, si mette al lavoro per preparare il nuovo spettacolo, che esordisce a Lucca il 2 gennaio 1998.
Un'idiozia conquistata a fatica, anch'esso riproposto per due stagioni, vede la cessazione del rapporto del cantautore con la Carosello, l'etichetta che ha prodotto per più di vent'anni i suoi dischi; per qualche tempo Gaber autoproduce i suoi dischi, messi in vendita solo dopo gli spettacoli, con la Giom, creata ad hoc, per poi passare nel 2000 alla CGD Eastwest.
Artisticamente il tema forte dello spettacolo è la critica alla società degli anni novanta, evidente in canzoni come Il potere dei più buoni e in Il conformista, canzone di cui Adriano Celentano effettuerà una sua versione.
Un'idiozia conquistata a fatica va in scena per tre anni. L'ultima stagione ha una conclusione anticipata, in quanto nel febbraio del 2000 Gaber è costretto a sospendere la tournée sempre per problemi di salute. È l'ultimo spettacolo creato con Sandro Luporini. Da Il Signor G a Un'idiozia conquistata a fatica, la coppia Gaber-Luporini ha firmato undici spettacoli, in una collaborazione dalla durata trentennale.

### Gli ultimi anni
Il 13 aprile 2001 Gaber pubblica un nuovo disco realizzato in studio, a quattordici anni da Piccoli spostamenti del cuore: La mia generazione ha perso. Il nuovo lavoro, da un lato presenta alcune canzoni degli spettacoli precedenti ri-registrate (Destra-Sinistra e Quando sarò capace d'amare), dall'altro contiene alcuni inediti fra cui La razza in estinzione, che ha nel testo il verso che dà il titolo all'album.
Ormai segnato dalla malattia, compare nello stesso anno in due puntate del programma 125 milioni di caz..te di e con il suo vecchio amico Adriano Celentano, insieme ad Antonio Albanese, Dario Fo ed Enzo Jannacci, in una surreale partita a carte: i cinque cantano insieme Ho visto un re. Il successo di quelle serate lo spinge a mettersi al lavoro per un nuovo disco, ad appena sei mesi di distanza dall'uscita dell'ultimo lavoro.
L'album in questione sarà Io non mi sento italiano, che però verrà pubblicato postumo: a seguito dell'ulteriore aggravarsi della malattia, Gaber muore nel pomeriggio del 1º gennaio 2003, ventiquattro giorni prima di compiere 64 anni, nella sua casa di campagna a Montemagno di Camaiore, nei pressi di Lucca. I funerali si svolgono nel luogo dove si era sposato, l'abbazia di Chiaravalle, con rito cattolico, nonostante il cantautore non seguisse una confessione religiosa tradizionale.
 Il corpo riposa nella cripta del famedio del cimitero monumentale di Milano.

### Dopo la scomparsa

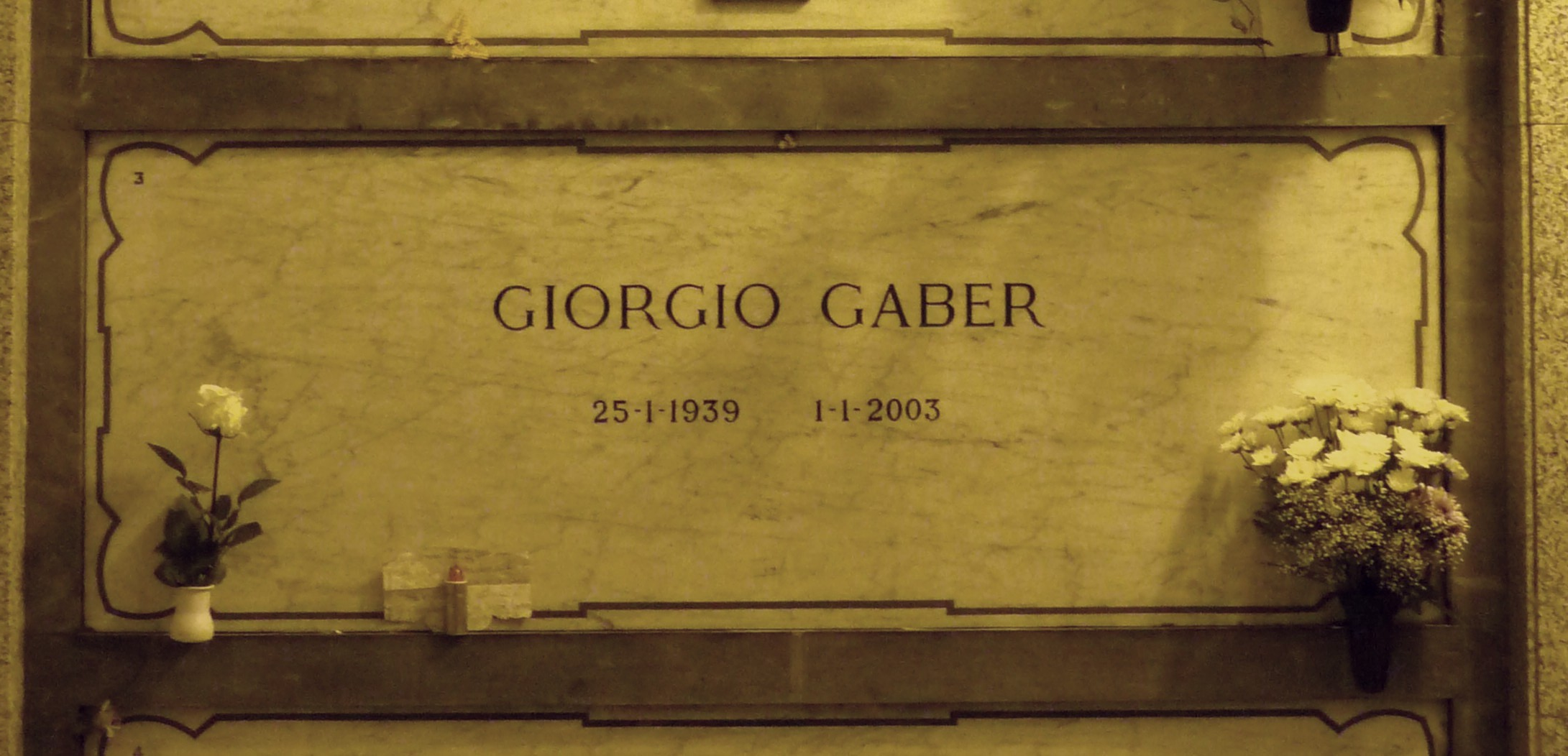
La lapide di Giorgio Gaber al cimitero monumentale di Milano, nella cripta del famedio

Il 3 febbraio 2010 il comune di Trieste dedica una piazza a Giorgio Gaber.
Il 13 novembre 2012 viene pubblicato l'album tributo Per Gaber... io ci sono, un cofanetto composto da 3 CD contenente canzoni dell'artista interpretate da 50 artisti italiani.
Il 21 gennaio 2013, in occasione del decennale dalla sua scomparsa e a pochi giorni da quello che sarebbe stato il 74º compleanno dell'artista, Fabio Fazio ha condotto uno speciale di Che tempo che fa intitolato G di Gaber, un omaggio-tributo in cui alcuni artisti, alcuni amici di sempre del musicista, lo hanno ricordato interpretando le sue più celebri canzoni. Fra gli altri, hanno preso parte Enzo Iacchetti, Claudio Bisio (che ha duettato con Paolo Jannacci, figlio di Enzo), lo stesso Sandro Luporini, Roberto Vecchioni, Patti Smith, Paolo Rossi, Luca e Paolo, Rossana Casale, la vedova Ombretta Colli e tanti altri.
Il 2 ottobre 2019 viene emesso dal Ministero dello sviluppo economico un francobollo commemorativo, insieme a quelli dedicati a Pino Daniele e Lucio Dalla.
Il 7 novembre 2019 il comune di Arezzo dedica una piazza a Giorgio Gaber.
Nel 2023, in occasione del ventennale della sua scomparsa, viene realizzato il docufilm Io, noi e Gaber di Riccardo Milani, presentato il 22 ottobre alla 18ª edizione della Festa del Cinema di Roma e candidato ai David di Donatello 2024 come miglior documentario.
Nella giornata del 26 novembre 2024 a Verona, viene dedicata la Piazzetta Giorgio Gaber e nell'antistante teatro K2 alla sera lo spettacolo "Largo a Gaber".

## Intitolazioni
- La Fondazione Giorgio Gaber nel 2004 ha creato in suo onore il Festival teatro canzone Giorgio Gaber. Hanno partecipato a questa manifestazione tra i più importanti artisti italiani, i quali hanno riproposto nelle varie edizioni i suoi brani.[80]
- Nello stesso anno 2004 viene intitolato a Gaber il rinnovato auditorium sotterraneo del Grattacielo Pirelli.
- Il 18 dicembre 2021 lo storico Teatro Lirico di Milano è stato rinominato «Teatro Lirico Giorgio Gaber». Nella Delibera, la Giunta comunale ricorda come Gaber «visse qui il culmine del percorso artistico e le fasi più mature e creative del proprio impegno civico» (Delibera del 21 giugno 2021). L'intitolazione è frutto di una petizione popolare presentata in Comune nel gennaio 2013, nel decennale della scomparsa dell'artista.
- Il 19 Luglio 2022 nasce a Firenze piazza Giorgio Gaber, nel Quartiere 4.[81]
- Il 20 aprile 2024, ventuno anni dopo la sua morte, la città di Bergamo gli dedica una piazza.[82]
- Il 26 novembre 2024, Verona gli dedica la Piazzetta Giorgio Gaber, antistante al teatro K2.[83]

## Archivio
L'archivio Giorgio Gaber è costituito da materiale discografico, audiovisivo, fotografico e testuale (manifesti, fotografie, partiture musicali, programmi di sala, album di rassegne stampa, dischi in vinile, compact disc, registrazioni su musicassette e videocassette) conservato presso l'Associazione culturale Giorgio Gaber.

## Riconoscimenti
- 1974: Premio Tenco, nella prima edizione della rassegna musicale;
- 1990: premio di Drammaturgia Festival TeatrOrizzonti - Urbino, Teatro Sanzio 13/3/1990;
- 1992: candidatura come miglior attore non protagonista al David di Donatello 1992 per il film Rossini! Rossini!;
- 2001: Targa Tenco per la migliore canzone, con il brano La razza in estinzione;
- 2003: Targa Tenco, postuma, per il miglior album, con Io non mi sento italiano.

## Discografia
L'intero canzoniere di Giorgio Gaber è diviso in sei periodi, a seconda della casa discografica per la quale lavorava.
Il primo è quello con la Ricordi (1958-1964), segue quello Ri-Fi (1965-1967), quindi quello Vedette Records (1968-1969), quello Carosello (1970-1995) e, infine, quello Giom (1996-2000) e Cgd (2001-2003).
Il periodo 1958-1969 è quello del Gaber più o meno leggero e comprende circa 160 incisioni. Quello successivo fu riorganizzato da Gaber stesso nel 2002 in 11 doppi cd, a cui vanno aggiunti gli ultimi due in studio.
La discografia omette i dischi dove venivano ripubblicati brani già editi, salvo eccezioni dovute alla presenza di almeno un inedito.

## Libri
- Il grigio. Racconto teatrale in due atti, con Sandro Luporini, Milano, GOigest, 1988; Torino, Einaudi, 2003. ISBN 88-06-16472-4.
- La libertà non è star sopra un albero. Antologia ragionata, Valentina Pattavina (a cura di), Torino, Einaudi, 2002. ISBN 88-06-16132-6.
- Gaber in prosa. Il Teatro d'Evocazione di Giorgio Gaber e Sandro Luporini, con Sandro Luporini, Milano, Bompiani, 1994. ISBN 88-452-2261-6.
- Questi assurdi spostamenti del cuore. Monologhi in forma di racconto, con Sandro Luporini, Torino, Einaudi, 2004. ISBN 88-06-16846-0.
- Canzoni e monologhi, con 2 DVD, Roma, Radiofandango, 2005.
- Giorgio Gaber su Re Nudo. Articoli e interviste 1972-2002, con DVD, Siena, Re nudo, 2007. ISBN 978-88-87791-14-3.

## Filmografia
- Juke box - Urli d'amore, regia di Mauro Morassi (1959)
- Canzoni a tempo di twist, regia di Stefano Canzio (1962)
- Gli imbroglioni, regia di Lucio Fulci (1963)
- Il minestrone, regia di Sergio Citti (1981)
- Rossini! Rossini!, regia di Mario Monicelli (1991)

## Trasmissioni televisive condotte
- Canzoni da mezza sera, presentate da Giorgio Gaber, regia di Lino Procacci, giugno-luglio (1962)
- Teatrino all'italiana (1963)
- Canzoniere minimo, una delle prime trasmissioni dedicate alla musica d'autore (Secondo Canale, 1963)[86]
- Canzoni di un anno, programma musicale presentato da Giorgio Gaber e Flora Lillo, orchestra diretta da Franco Pisano, regia di Marcella Curti Gialdino, trasmesso il 31 dicembre 1963.
- Milano cantata (1964)
- Questo e quello (1964)
- Le nostre serate, affiancato in ogni puntata da Paolo Poli, Renata Mauro, Pino Presti, Vanna Brosio, Liliana Zoboli e Gian Costello[87] (1965)
- Diamoci del tu, tra gli ospiti vi sono gli esordienti Francesco Guccini e Franco Battiato (1967)
- Giochiamo agli anni trenta (1968)
- E noi qui (1970)

Gaber partecipa come cantante a Canzonissima nelle edizioni 1968-1969-1970.

È invitato come ospite in programmi celebri, come Studio Uno (1966), Teatro 10 (1972) e Senza rete (1968-1969-1972-1973)

## Opere dedicate a Giorgio Gaber
- G&G di Davide Barzi e Sergio Gerasi, romanzo a fumetti ispirato alle opere del cantautore e pubblicato da ReNoir Comics.
- Gaber se fosse Gaber, spettacolo teatrale scritto e interpretato da Andrea Scanzi.
- Chiedo scusa al signor Gaber Album-tributo di Enzo Iacchetti a Giorgio Gaber
- Tre Signori di Enrico Ruggeri, canzone dedicata a Giorgio Gaber, Enzo Jannacci e Giorgio Faletti presentata fuori gara durante il Festival di Sanremo 2015
- Quando sarò capace di amare - Massini racconta a Gaber, spettacolo teatrale di Stefano Massini (2023)
- Io, noi e Gaber, regia di Riccardo Milani (2023), un docufilm che racconta la vita artistica di Giorgio Gaber, nel ventennale della sua scomparsa, attraverso le testimonianze di vari colleghi con cui ha condiviso la sua arte, come Claudio Bisio, Ivano Fossati, Gino e Michele, Paolo Jannacci, Jovanotti, Mogol, Vincenzo Mollica, Gianni Morandi, Massimiliano Pani, Ricky Gianco, Francesco Centorame, oltre alla figlia Dalia e la moglie Ombretta Colli.
- L'irriverente, primo capitolo, scritto da Vittorio Feltri.
- Una razza in estinzione - omaggio a Gaber, spettacolo teatrale interpretato da  Claudio "BUBE" Iannuzzi (2024).

## Riprese televisive del teatro canzone
- Me, fuori di me (4 tempi) (RSI, 1973)
- Quasi allegramente la dolce illusione (Rai 1, 1980)
- Quasi fatalmente la dolce uguaglianza (Rai 1, 1980)[88]
- Storie del Signor G (Canale 5, 1992)